# Боривоје Ђорђевић
Боривоје Ђорђевић (Београд, 2. август 1948) је бивши југословенски фудбалер.

## Каријера
Ђорђевић је највећи део своје каријере провео у Партизану, пуних десет сезона. За то време одиграо је 322 утакмице и постигао 50 голова. Три сезоне је провео у Грчкој у дресу Панатинаикоса. Потом одлази у Немачку, у којој остаје две године као члан друголигаша, Ајнтрахта из Трира.

## Репрезентација
- За сениорску репрезентацију Југославије је одиграо девет утакмица, (1967-1971);

За сениорску репрезентацију Југославије је дебитовао 12. новембра 1967. године, на утакмици против Албаније (4:0) у Београду. Своју последњу утакмицу за репрезентацију одиграо је на утакмици у Новом Саду против Румуније (0:1) 21. априла 1971. године.
Учествовао је на европском првенству 1968. у Италији.

## Клубови
- Партизан Београд (1965-1975)
- Панатинаикос Атина (1975-1978)
- Ајнтрахт Трир (1978-1980)